# Карташёв, Яков Тихонович
Карташёв Яков Тихонович (около 1736—после 1795) — офицер Российского императорского флота, участник Семилетней войны, Кольбергской экспедиции, русско-турецкой войны (1768—1774). Георгиевский кавалер, бригадир.

## Биография
Карташёв Яков Тихонович родился около 1736 года.
24 декабря 1748 года из недорослей поступил учеником в Академию морской гвардии, в 1753 году определён в Морской шляхетный кадетский корпус. 1 января 1755 года произведён в гардемарины. С 1755 года ежегодно проходил корабельную практику в Балтийском море, находился в морских кампаниях на различных судах Балтийского флота. 24 апреля 1758 года, после окончания Морского корпуса, произведён из капралов в мичманы.
Участник Семилетней войны. Командуя палубным ботом плавал от Кронштадта до Копенгагена. В ходе Кольбергской экспедиции участвовал в десантных высадках. В 1759 году находился при кронштадтских провиантских магазинах. В марте 1762 года был командирован в Белгородскую губернию для описи корабельных лесов. 22 мая 1762 года произведён в унтер-лейтенанты. 26 мая 1763 года, согласно указанию Екатерины II, в числе волонтёров из дворян направлен в Англию, для изучения английского языка и практической морской службы. 20 апреля 1764 года произведён в лейтенанты, в том же году совершил плавание на военных судах из Англии в Восточную Индию до острова Ямайка, а оттуда в Америку. 7 сентября 1765 года вернулся из Англии в Россию. В 1766 году находился при петербургской береговой команде. В следующем году на пинке «Гогланд» плавал до Копенгагена. В 1768 году был направлен в Казань для доставки дубового леса к петербургскому адмиралтейству. 30 июля 1769 года произведён в капитан-лейтенанты. На линейном корабле «Кир-Иоанн» плавал до Копенгагена.
Принимал участие в русско-турецкой войне 1768—1774 годов. В 1770 году был командирован в донскую флотилию. Командуя новоизобретённым кораблём «Морея» плавал от Новопавловской крепости к Таганрогу. В кампанию 1771 года входил в состав эскадры вице-адмирала А. Н. Сенявина, которая 17 мая покинула Таганрог и вышла в крейсерское плавание в Азовское море. 21 июня эскадра пошла на сближение с неприятельским флотом, обнаруженным в Керченском проливе, однако турецкие корабли уклонились от боя и ушли. В августе-сентябре того же года входил в состав отряда капитана 1-го ранга Я. Ф. Сухотина, крейсировавшего в Чёрном море у южных крымских берегов до Кафы. В кампанию 1772 года вновь находился в составе отряда капитана 1-го ранга Я. Ф. Сухотина, который в мае перешёл из Таганрога в Еникале, а затем до октября был в крейсерском плавании у южных берегов Крыма. В том же году Я. Т. Карташёв был послан в Воронежскую и Елецкую провинции для набора рекрутов.
В 1773 году назначен командиром новопостроенного 58-пушечного фрегата «Четвёртый», на котором совершил переход из Новохопёрской крепости сначала в Таганрог, а затем в Керчь, где и зимовал. 26 ноября 1773 года «за совершение 18 кампаний в офицерских чинах» награждён орденом Святого Георгия 4 класса (№ 220).
В 1774 году, командуя новоизобретённым кораблём «Таганрог», крейсировал в Чёрном море. В следующем году назначен командиром фрегата «Второй». 20 августа 1775 года произведён в капитаны 2-го ранга. В 1775—1777 годах, за отсутствием бригадира П. А. Косливцова, командовал крымской эскадрой, имея брейд-вымпел на том же фрегате, крейсировал от Керчи до берегов Дуная. 7 января 1778 года произведён в капитаны 1-го ранга. Находился на Новохопёрской верфи при постройке фрегата, за скорое окончание которого объявлено высочайшее благоволение. В 1779 году находился на Гнилотонской верфи у постройки судов. 1 января 1781 года уволен от службы с рангом бригадира и пенсионом.
С 1790 года Яков Тихонович Карташёв имел чин тайного советника, по состоянию на 1795 год служил по ведомству юстиции. Владел имением в с. Воротцы Одоевского уезда Тульской губернии.